# The Haunting of Molly Hartley
The Haunting of Molly Hartley is een thriller uit 2008 onder regie van Mickey Liddell. De film wordt in de Verenigde Staten uitgebracht met Halloween.

## Verhaal
Molly Hartley is een 17-jarig meisje dat verhuist naar een nieuwe stad. Niemand weet wat haar onlangs  is overkomen. Haar moeder, die persoonlijke problemen heeft, heeft haar neergestoken met een schaar. Hoewel ze dit incident overleefde, kan ze moeilijk verwerken wat haar moeder haar heeft aangedaan. Molly's achttiende verjaardag nadert en ze krijgt regelmatig last van nachtmerries over haar moeder. Ondertussen krijgt ze het zwaar te verduren als de nieuweling op de privéschool. Ze krijgt langzaam maar zeker steeds meer symptomen die overeenkomen met die van haar moeder, voordat zij in een psychoot veranderde. Op een gegeven moment ontdekt ze dat haar moeder en andere dierbaren haar proberen te vermoorden, zodat ze niet verandert in de dienaar van de duivel.

## Rolverdeling
- Haley Bennett - Molly Hartley
- Chace Crawford - Joseph Young
- AnnaLynne McCord
- Josh Stewart
- Marin Hinkle
- Jake Weber
- Nina Siemaszko - Dr. Emerson
- Shannon Woodward - Leah
- Shanna Collins - Alexis
- Jessica Lowndes - Laurel